# Greene Point
Greene Point är en udde i Antarktis. Den ligger i Östantarktis. Nya Zeeland gör anspråk på området.
Terrängen inåt land är huvudsakligen kuperad, men åt nordväst är den bergig. Havet är nära Greene Point åt sydost.  Trakten är obefolkad. Det finns inga samhällen i närheten.